# Johann Bernhard (Theologe)
Johann(es) Bernhard(i) genannt Hochstein (nach seinem Geburtsort) oder Algesheimer (nach einer seiner Wirkungsstätten) (* um 1500 in Hohenstein in Nassau; † vor dem 12. Oktober 1551 in Herborn) war ein deutscher Theologe der Reformationszeit.

## Leben und Werk
Bernhard war zunächst Priester an Liebfrauen und St. Quintin in Mainz und wurde um 1523 Pfarrer in Algesheim. Wegen seiner Predigten im Geist der Reformation geriet er in Konflikt mit dem Mainzer Erzbischof Albrecht von Brandenburg, der ab Herbst 1523 die reformierten Prediger in seiner Diözese verfolgen ließ. Er wurde verhaftet und auf der Mühlpforte, einem Tor der Mainzer Stadtbefestigung, arretiert.
Am 25. April 1525 wurde er bei einem Aufruhr Mainzer Bürger gegen die kurfürstliche Obrigkeit befreit. Bernhard floh nach Frankfurt am Main. Dort hatten kurz zuvor die Bürger, ebenfalls durch einen Volksaufstand mit Unterstützung der Zünfte, die Absetzung des altgläubigen Stadtpfarrers Friedrich Nausea erzwungen.
Dadurch geriet die Stadt Frankfurt in eine schwierige politische Situation. Die Pfarr-Rechte der Stadt lagen beim Stift St. Bartholomäus, das dem Mainzer Erzbischof unterstand. Auch der Kaiser, von dessen Wohlwollen die Privilegien der Stadt abhingen, stand der Reformation ablehnend gegenüber. Der Rat durfte es also nicht zum Konflikt mit dem Kaiser und dem Kurfürsten kommen lassen.
Anderseits forderte eine Mehrheit der Bürger die Einführung der Reformation in Frankfurt, und auch im Rat hatte die Reformation seit ca. 1520 starke Befürworter, darunter Hamman von Holzhausen. Der Rat entschied sich am 13. Juni 1525, zwei lutherische Prediger anzustellen, um die Bürgerschaft zu beruhigen.
Neben Johann Bernhard wurde Dionysius Melander als Prediger berufen. Der Dom wurde zunächst geteilt: den Kanonikern von St. Bartholomäus blieb der Chor von St. Bartholomäus vorbehalten, den Protestanten der Rest der Kirche.
In den folgenden Jahren radikalisierten sich die beiden Prediger zusehends. Insbesondere Bernhard wandte sich dabei immer stärker der Theologie Ulrich Zwinglis zu. 1533 kam es unter dem Einfluss Bernhards und Melanders zu einem Bildersturm im Dom, bei dem Altartafeln und Reliquien zerstört wurden. Martin Luther intervenierte in scharfer Form mit einem offenen brieff an die zu Franckfort am Meyn gegen dieses Treiben.
Daraufhin suspendierte der Rat am 23. April 1533 zwar die katholische Messe in Frankfurt bis zu einem künftigen Konzil (was de facto ihre Abschaffung bedeutete), suchte aber gleichzeitig Anschluss an den lutherischen Flügel der Reformation. 1535 wurde Melander seines Amtes enthoben und am 2. Januar 1536 trat Frankfurt dem Schmalkaldischen Bund bei. Bernhard selbst unterzeichnete am 29. Mai 1536 in Wittenberg in Gegenwart Luthers die Wittenberger Konkordie, eine Kompromissformel zum Abendmahlsstreit zwischen Lutheranern und Reformierten. Danach wurden in Frankfurt nur noch lutherische Prediger berufen.
1537 nahm Bernhard deshalb einen Ruf nach Ulm an, von wo er 1544 durch Graf Wilhelm von Nassau-Dillenburg nach Herborn berufen wurde. Dort erwarb er sich Verdienste um den Aufbau der Lateinschule, wurde aber nach dem Augsburger Interim abgesetzt und starb 1551.
Bernhard heiratete am 16. Mai 1526 in Frankfurt Katharina Kraut, eine Tochter des Frankfurter Barchentwebers Konrad Kraut. Ihrer beider Sohn Bernhard Bernhardi (1528 bis 1590/1591) wurde ein bedeutender lutherischer Theologe.